# Regina Gottschalk
Regina Gottschalk, geb. Getreuer (* 2. Oktober 1940 in Prag), ist eine deutsche Germanistin und Historikerin.

## Leben
Gottschalk wuchs in Dresden auf und flüchtete 1957 mit ihren Eltern aus der DDR in die Bundesrepublik. Sie studierte Germanistik, Geschichte und Politikwissenschaft an den Universitäten Tübingen und München. Nach dem Staatsexamen folgte die Promotion bei Josef Engel in Tübingen. Ihre Dissertation behandelt ein Thema der Parteiengeschichte im ausgehenden Kaiserreich und in der beginnenden Weimarer Republik, nämlich die Geschichte der Linksliberalen zwischen 1917 und 1919. Mit ihrer Dissertation gewann sie 1967 den Wolf-Erich-Kellner-Preis der Wolf-Erich-Kellner-Gedächtnisstiftung. Bis zur Pensionierung war sie Lehrerin für Deutsch, Geschichte und Sozialkunde an Gymnasien in München, Ingolstadt und Rosenheim. Sie lebt in Stephanskirchen, Landkreis Rosenheim.
In ihrem Sachbuch Auf Nachricht warten (2015) rekonstruierte Gottschalk das Schicksal der jüdischen Familie Getreuer aus dem Böhmerwald. Die Familie führte in dem kleinen Ort Schwanenbrückl/Mostek ein Gemischtwarengeschäft und einen Spitzengroßhandel. Durch das Münchner Abkommen 1938 fiel ihre Heimat an das Deutsche Reich; die Familie wurde zur Flucht ins vermeintlich sichere Prag gezwungen. Den erwachsenen Kindern gelang es, nach England, Shanghai und in die USA zu emigrieren, die Eltern wurden deportiert und ermordet.
Der Veröffentlichung der Dokumentation gingen fünf Jahre Recherche voraus. Das Buch enthält auch Bilder und schriftliche Quellen, darunter von Gottschalk transkribierte Briefe, die ihr Angehörige zugesandt hatten. Die Passauer Neue Presse schrieb, das „sehr gewissenhaft[e]“ Buch verdiene „breiteste Aufmerksamkeit“.
In der Zeit der Recherche für ihr Sachbuch „Auf Nachricht warten“ arbeitete Regina Gottschalk auch als „wissenschaftliche Beraterin“ für die dreiteilige tschechische Fernsehdokumentation „Das Schicksal der jüdischen Bevölkerung im Böhmerwald und im Bayerischen Wald“ des Regisseurs Zdeněk Flídr (ZF Film/Česká televice Prag 2012/13). Im Mittelpunkt des Films steht ebenfalls die Geschichte der Familie Getreuer aus Schwanenbrückl/Mostek.
Von 1969 bis 1978 gehörte Gottschalk dem Beirat der Friedrich-Naumann-Stiftung an.

## Veröffentlichungen
- Die Linksliberalen zwischen Kaiserreich und Weimarer Republik. Von der Julikrise 1917 bis zum Bruch der Weimarer Koalition im Juni 1919. Kubatzki & Probst, Mainz 1969 (zugleich: Dissertation, Universität Tübingen, 1969).
- Theodor Heuss’ geistige Auseinandersetzung mit dem Nationalsozialismus. In: Liberal. Vierteljahreshefte für Politik und Kultur. Band 22, 1980, Nr. 7/8, S. 544–550.
- Festschrift und Jahresbericht 1890–1990. Karolinen-Gymnasium, Rosenheim 1990, BV004194155.
- Das Karolinen-Gymnasium. Neusprachliches, sozialwissenschaftliches und mathematisch-naturwissenschaftliches Gymnasium. In: Klaus Neumaier (Red.): Beiträge zur Rosenheimer Schulgeschichte. Bezirksverband Oberbayern des Bayerischen Philologenverbandes, Rosenheim 1993, S. 37–56.
- (gemeinsam mit Bernhard Heinloth, Manfred Franze, Diethard Hennig, Axel Herrmann): Oldenbourg Geschichte für Gymnasien. Band 10. Oldenbourg, München 1997, ISBN 978-3-486-17126-6.
- Auf Nachricht warten. Geschichte der jüdischen Familie Getreuer aus dem Böhmerwald 1938–1942. Edition Lichtung, Viechtach 2015, ISBN 978-3-941306-20-2.